# Els deu d'Es Teix

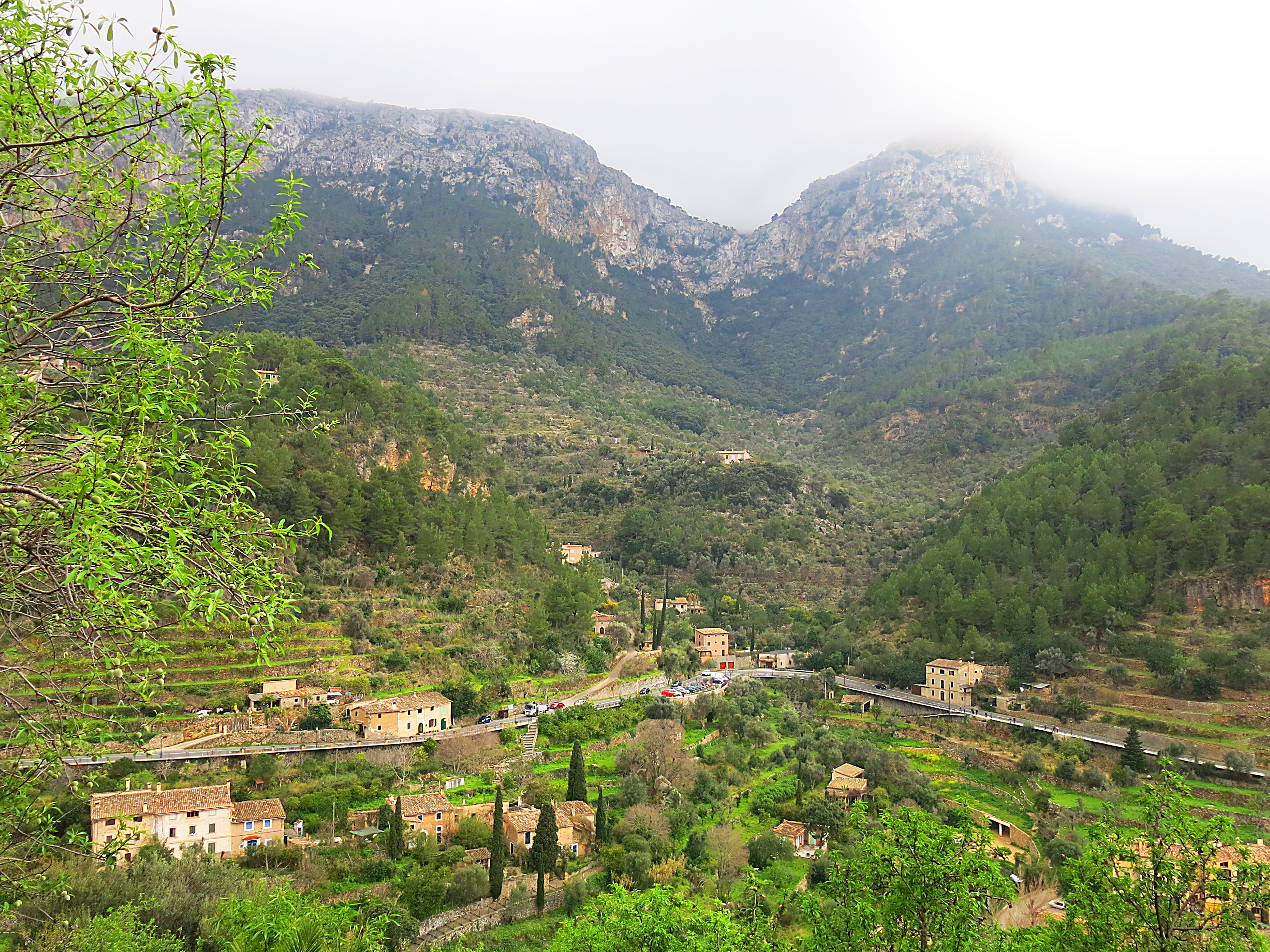
El Puig d'Es Teix, a Deià, Mallorca

Els deu d'Es Teix o Es deu d'Es Teix fou una agrupació de pintors i escultors que residien principalment a Deià (però també a Sóller i Bunyola) a principis de la dècada dels seixanta del segle xx. La seva intenció era donar a conèixer al públic mallorquí les darreres manifestacions de l'art no figuratiu d'avantguarda.
El nom prové del fet que tots aquests artistes vivien "a l'ombra" del puig d'Es Teix. El principal impulsor era el nord-americà William Waldren. Al crear-se l'any 1962 en formaven part els pintors Martin Bradley (anglès), Frank Hodgkinson (australià), Elsa Collie (canadenca), Richard Kozlow, Theodore Kliros, Georges Sheridan, Thea Winger, Norman Yanikun (nord-americans) i l'únic mallorquí del grup, l'escultor Francesc Barceló. Un any més tard s'hi van afegir els pintors Michel Albert (francès) i John Ulbricht (nord-americà), a més de l'escultor italià Eugenio Molinari.
L'agost de 1962 es van presentar a les Galeries Quint de Palma, amb catàleg prologat pel crític Carlos Antonio Areán, en una de les més importants exposicions d'art abstracte de l'època. Després van ser convidats a fer exposicions a Madrid i Barcelona. El catàleg de l'exposició a Madrid va ser prologat per Camilo José Cela.
El grup discrepava del que consideraven corrent elitista de l'art abstracte del moment i volien ampliar l'audiència artística amb obres expressionistes i informalistes que el públic entengués. L'activitat, repercussió als mitjans i prestigi del grup va atraure altres artistes a Deià, el grup va ser el detonant de l'articulació d'un mercat de l'art a la vila. Al cap de dos anys el grup es va dissoldre en predominar les opcions individuals sobre el compromís i la cooperació dins el grup. Tot i la seva curta vida el grup és considerat un dels més influents en l'escena artística de Mallorca.